# 大明基
51°5′20″N 29°18′35″E / 51.08889°N 29.30972°E
大明基（烏克蘭語：Великі Міньки），是烏克蘭北部的村莊，隸屬日托米爾州的科羅斯滕區。該村始建於1648年，面積0.39平方公里，海拔高度151米，2001年該村落人口10。